# Drapeau de la Saxe
Le drapeau civil et le drapeau national de l'État allemand de Saxe sont tous deux bicolores, blanc sur vert ; le drapeau d'État est similaire au drapeau civil, la seule différence étant qu'il comporte les armoiries de la Saxe en son centre. Les couleurs du drapeau ont été officiellement décidées comme couleurs nationales du royaume de Saxe en 1815. L'aristocratie utilisait principalement et au début la version quadrangulaire, puis la version rectangulaire.

## Histoire
Le drapeau civil bicolore blanc sur vert était utilisé avant la Seconde Guerre mondiale et fut officiellement aboli en 1935, lors des réformes du Troisième Reich. Il fut réadopté en 1945 lorsque la Saxe redevint un État et aboli en 1952 lors des réformes administratives de la République démocratique allemande. Lorsque l'Allemagne fut réunifiée, la Saxe redevint un État et le drapeau fut finalement officiellement réadopté en 1991, après avoir été un symbole très utilisé lors des manifestations en République démocratique allemande en 1989/90,.
| Symbole décrivant l'usage, explicité ci-après  |
| Drapeau présumé de la Saxe primitive (700–785) |

| Symbole décrivant l'usage, explicité ci-après |
| Drapeau de la maison d'Ascanie                |

| Symbole décrivant l'usage, explicité ci-après |
| Étendard royal de la Maison de Wettin         |

| Symbole décrivant l'usage, explicité ci-après                                         |
| Étendard du Duché de Saxe-Cobourg et Gotha (1826–1920), dessiné par la reine Victoria |

| Symbole décrivant l'usage, explicité ci-après    |
| Saxe-Altenburg (1602–1672, 1826–1918, 1918–1920) |

| Symbole décrivant l'usage, explicité ci-après |
| Saxe-Meiningen (1826–1918)                    |

| Symbole décrivant l'usage, explicité ci-après |
| Électorat de Saxe (1356–1806)                 |

| Symbole décrivant l'usage, explicité ci-après |
| Union de Saxe-Pologne (1697–1706 ; 1709–1763) |

| Symbole décrivant l'usage, explicité ci-après |
| Drapeau civil du Royaume de Saxe (1806-1815)  |

| Symbole décrivant l'usage, explicité ci-après |
| Drapeau de la Saxe depuis 1815                |

| Symbole décrivant l'usage, explicité ci-après |
| Duché de Saxe-Weimar-Eisenach (1809–1920)     |

| Symbole décrivant l'usage, explicité ci-après              |
| Duché de Saxe-Eisenach (1596–1638 ; 1640–1644 ; 1662–1809) |

| Symbole décrivant l'usage, explicité ci-après |
| Duché de Saxe-Cobourg et Gotha (1826–1911)    |

| Symbole décrivant l'usage, explicité ci-après |
| Duché de Saxe-Cobourg et Gotha (1911–1920)    |

| Symbole décrivant l'usage, explicité ci-après |
| Duché de Saxe-Gotha-Altenbourg (1680–1826)    |

| Symbole décrivant l'usage, explicité ci-après |
| Duché de Saxe-Hildburghausen (1680–1826)      |

| Symbole décrivant l'usage, explicité ci-après |
| Gau Saxe (1933–1945)                          |

## Variantes locales
La Constitution de l'État libre de Saxe prévoit que « dans la zone de peuplement sorabe, outre les couleurs et les armoiries de l'État, les couleurs et les armoiries des Sorabes peuvent être utilisées sur un pied d'égalité [au drapeau saxon] ; et [que] dans la partie silésienne du pays, les couleurs et les armoiries de Basse-Silésie peuvent être utilisés sur un pied d'égalité [avec le drapeau saxon] ».

Drapeau sorabe
Drapeau de la Basse-Silésie
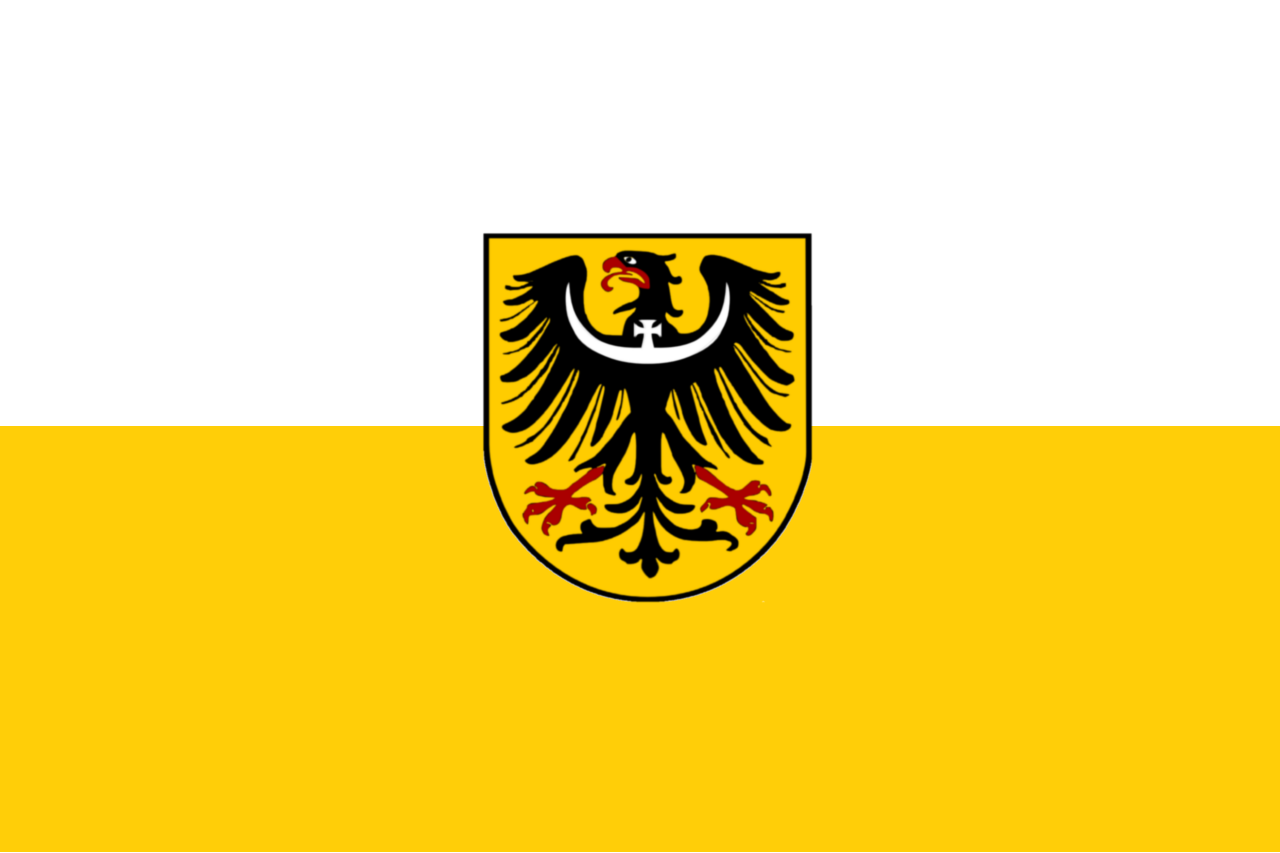
Drapeau de la Basse-Silésie avec armoiries